# محمد بن عبد الجبار العتبي
أبو النصر محمد بن عبد الجبار العتبي الرازي (؟ - 427هـ/1036م) أديب ومؤرِّخ وشاعر عربي عاش في فارس زمن الخلافة العباسيّة.

## سيرته
ولِدَ محمد بن عبد الجبار في مدينة الري في بلاد فارس، ويعود نسبه إلى الصحابي عتبة بن غزوان، وفي الري نشأ محمد بن عبد الجبار، ثُمَّ انتقل في شبابه إلى خراسان، وأقام عند أحد أقربائه هناك، وعمل كاتباً لدى أبي النصر سُبُكْتِكِيْن بصحبة أبي الفتح البستي، ثُمَّ تولى النيابة لقابوس بن وشكمير، ثُمَّ استوطن نيسابور، وفي آخر حياته تولَّى البريد في رستاق الغنج. إلى جانب عمله الإداري كان العتبي أديباً ومؤرِّخاً، وأشهر مؤلفاته كتاب «الكتاب اليميني»، وأجاد نظم الشعر أيضاً. تُوفِّي محمد بن عبد الجبار العتبي في سنة 427هـ.

## مؤلفاته
تُنسَب إليه المؤلفات التالية:
- «الكتاب اليميني» (مطبوع، يتناول فيه سيرة يمين الدولة محمود الغزنوي، يُعَنوَن أيضاً «تاريخ سُبُكْتِكِيْن الغزنوي» و«تاريخ آل سُبُكْتِكِيْن» و«تاريخ العتبي» و«تاريخ اليميني» و«سيرة اليميني» و«اليميني»، شرحه أحمد بن علي بن عمر العدوي الدمشقي).
- «لطائف الكُتّاب» (في الأدب).